# La cestilla de fresas silvestres
La cestilla de fresas silvestres es una pintura del pintor francés Jean Siméon Chardin (1699–1779).

## Historia
Firmado abajo a la izquierda, este bodegón fechado en 1761  proviene de la colección del comerciante de semillas François Marcille (1790–1856), que poseía cerca de 4500 cuadros incluidas 40 pinturas de Boucher, 30 de Chardin y 25 de Fragonard. Se desconoce el nombre de los primeros propietarios del cuadro No fue hasta 1862 que la obra fue mencionada por un historiador del arte, Charles Blanc, y luego, unos meses más tarde, por los hermanos Goncourt.
El 23 de marzo de 2022, la obra salió a la venta en París en Artcurial y se estimó que podría venderse por más de 15 millones de euros.  Alcanza finalmente el récord de subasta de poco más de 24 millones de euros,  de un marchante de arte de Nueva York, Adam Williams, en nombre del Museo de Arte Kimbell, en Fort Worth, Texas.  Unas semanas más tarde, el Estado francés decidió dar a la pintura el estatus de "Tesoro Nacional". Esta disposición suspende la venta por un período de treinta meses, dando tiempo al Estado para reunir los fondos necesarios para su adquisición. El deseo del Ministerio de Cultura era que este cuadro entrara en las colecciones del Museo del Louvre.
El 29 de febrero de 2024, el museo informó de su adquisición para sus colecciones gracias a la contribución financiera del propio museo (6 millones de euros), importantes patrocinadores corporativos (17 millones) y 10 000 donantes individuales (1,6 millones). De todas las solicitudes de donaciones realizadas por el museo, esta fue la más exitosa.

## Descripción
La pintura representa una pila cónica alta de fresas silvestres en una cestilla, un vaso de agua, un melocotón, dos cerezas y dos claveles blancos,  todo colocado sobre una gruesa mesa de madera.
El expresidente y director del Museo del Louvre, Pierre Rosenberg, señala "la extrema sencillez de la composición que elimina todo detalle y consigue el equilibrio perfecto, la audacia de la ejecución". 